# Arthur Omre

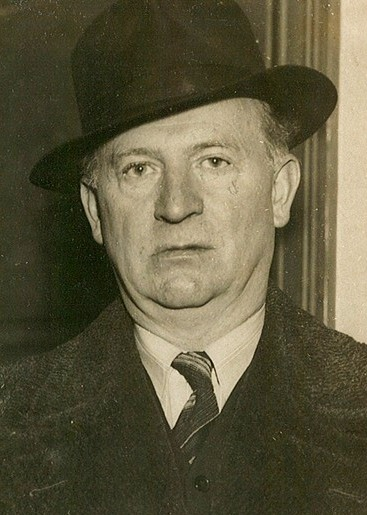
Arthur Omre

Arthur Omre (* 17. Dezember 1887 als Ole Arthur Antonisen in Brunlanes (heute zu Larvik gehörend); † 16. August 1967 in Porsgrunn) war ein norwegischer Schriftsteller, der mit seinen gesellschaftskritischen Romanen Der Schmuggler und Die Flucht neue Themen sowie einen neuen Schreibstil in die norwegische Literatur einbrachte.

## Leben
Arthur Omre führte in Europa, USA und Asien ein rastloses Leben als Seemann, Ingenieur und Journalist. 1932 kehrte er nach Norwegen zurück. Wegen krimineller Vergehen (Branntweinschmuggel, Betrug und Widerstand gegen die Polizei) war er einige Zeit im Gefängnis.
Im Alter von 46 Jahren erregte er mit seinem kleinen Debütroman Der Schmuggler (Smuglere, 1935) Aufsehen. Das Werk handelt von Menschen in der Alltagswirklichkeit im Konflikt mit dem Gesetz: von Schmugglern, Einbrechern, Strafgefangenen, Spitzeln und Zollbeamten.

„Die nackte, schroffe Form wirkte neu, und oberflächliche Leser hielten Omre für kaltherzig. Aber er war das ebenso wenig wie z. B. der junge Hemingway; hinter der harten Maske verbirgt sich ein lebendiges, leidendes Antlitz.“

In seinem zweiten Roman (Die Flucht, 1936) beschreibt Omre einen Mann auf der Flucht vor dem Gefängnis, aber mit der Schilderung der inneren Unruhe und Angst zeigt er, dass in seiner Sehnsucht nach Freiheit der Gejagte auch auf der Flucht vor etwas Ungeklärtem in seinem Innern ist.
In Seufzerbrücke (Sukkenes bro, 1937) versucht der Autor mit Rückblenden in die Vergangenheit eine psychologische Erklärung des Verbrechers zu geben und zeigt gleichzeitig, dass zwischen dem Normalbürger und dem Verbrecher oft nur ein geringer Abstand besteht. Wie auch ein gutherziger Mensch zum Mörder werden kann, stellt er in Intermesso dar. Dass sich das Normale und Anomale manchmal kaum voneinander abgrenzen lassen, zeigt er in dem psychologischen Roman Der böse Blick (Det onde øie, 1940).
Omre schrieb zahlreiche Kurzgeschichten und veröffentlichte Novellen-Sammlungen; er verfasste auch einige Dramen. Sein Schauspiel Linedansere (Seiltänzer, 1945) ist eine
„Satire auf Osloer Geschäftsleute, die es weder mit den deutschen Okkupanten noch mit der Widerstandsbewegung verderben wollten“. Er übersetzte Ernest Hemingway und John Steinbeck ins Norwegische. 1938 erhielt er das Gyldendal-Stipendium. Der Literaturkritiker und Sachbuchautor Pål Espen Søbye veröffentlichte 1992 eine Biografie über Omre.

## Werke

### Norwegische Ausgaben
- 1935: Smuglere
- 1936: Flukten
- 1937: Sukkenes bro
- 1938: Kristinus Bergman
- 1940: Det onde øie
- 1945: Linedansere
- 1953: Vagabond i Gosen
- 1965: Frydenlund, 1965

### Deutschsprachige Ausgaben
- Intermezzo. Roman. Aus dem Norwegischen von Tabitha von Bonin. Berlin 1940
- Die Männer im Fuchsbau. Roman. Aus dem Norwegischen von Tabitha von Bonin. Akros, Hamburg 1953
- Die Flucht. Roman. Aus dem Norwegischen von Elisabeth Ihle. Universitas, Berlin 1953
- Der Schmuggler. Roman. Aus dem Norwegischen von Ernst Tessloff. Akros, Hamburg 1953
- Aal in Curry. Erzählungen. Aus dem Norwegischen von Alexander Grossmann. Aufbau, Berlin 1967

## Verfilmungen
- 1948: Kristinus Bergman (Regie: Bjarne Henning-Jensen)
- 1951: Ukjent mann (nach dem Roman Die Flucht; Regie: Astrid Henning-Jensen)
- 1953: Flukt fra paradiset (nach der gleichnamigen Erzählung; Regie: Toralf Sandø)
- 1965: Skjær i sjøen (nach der Erzählung Sensommer; Regie: Knut Andersen)
- 1968: Smuglere (nach dem Roman Der Schmuggler; Regie: Rolf Clemens)